# روتلاند
روتلاند (بالإنجليزية: Rutland ، وتُلفظ: /ˈrʌtlənd/) هي مقاطعة غير ساحلية في شرق ميدلاندز في إنجلترا، ويحدها من الغرب والشمال ليسسترشاير، إلى الشمال الشرقي من لينكولنشاير والجنوب الشرقي من نورث هامبتون.
أكبر طول لها من الشمال إلى الجنوب هو 18 ميل (29 كـم) فقط 18 ميل (29 كـم) وأكبر عرض من الشرق إلى الغرب هو 17 ميل (27 كـم) وهي أصغر مقاطعة تاريخية في إنجلترا ورابع أصغر مقاطعة في المملكة المتحدة ككل. لهذا السبب، تم اعتماد الشعار اللاتيني Multum in Parvo أو «كثيرًا جدًا» من قبل مجلس المقاطعة في عام 1950. لديها أصغر عدد سكان من أي سلطة وحدوية عادية في إنجلترا.
تم بناء أقدم المنازل الريفية في روتلاند من الحجر الجيري أو الحجر الحديدي والعديد منها يحتوي على أسطح من حجر كوليويستون أو القش. توجد في روتلاند بلدتان فقط هما أوكهام وأوبينغهام، وفي وسطها توجد بحيرة اصطناعية كبيرة تشكل محمية طبيعية مهمة خصوصاً لسكن الطيور وتكاثرها في الشتاء. تعود المنازل الريفية الأقدم في روتلاند للعصر الحجري والعصر الحديدي.

## التسمية
لا يُعرف بالضبط الأصل التاريخي لاسم روتلاند، اقترح هاريوت تابور في عام 1909 أن الاسم هو روثلاند، وأنَّ اسم سكانها القدماء روثلانديين، وتشير مصادر تاريخية أخرى إلى أن اسم روتلاند يرجع لفترة أقدم من فترة الفتح النورماندي لإنجلترا.
اعتبرت روتلاند في المراجع التاريخية جزءًا من مقاطعة نوتنغهامشاير، وأول ذكر لها بصفتها مقاطعة منفصلة يعود لعام 1159، ولكن في أواخر القرن الرابع عشر كان يشار إليها باسم سوك روتلاند، ومن الناحية التاريخية كانت تُعرف أيضاً باسم روتلاندشاير، ولكن في الآونة الأخيرة شاع استخدام الاسم المختصر فقط.

## التاريخ
يحكم مقاطعة روتلاند الإيرل الذي ينتمي لأسرة مانرز، وفي عام 1703 رفع إيرل روتلاند إلى رتبة دوق، ويقع مقر الأسرة الحاكمة في قلعة بيلفوار، تأسس المكتب الملكي في روتلاند في عام 1129، وكان هناك لورد يحكم روتلاند منذ عام 1559 على أقل تقدير.
تحتوي مقاطعة روتلاند على بلدات أوكهام وأوبينغهام التي تشمل العديد من الأبرشيات في ليستر ونورثامبتون وضمن الجزء الشرقي منها في مقاطعة لينكولن. بُنيت ورشة عمل أوكهام يونيون في 1836-1837 بموجب قانون الفقراء في موقع يقع في الشمال الشرقي من المدينة، وتحول المبنى لاحقاً لمستشفى، ويشكل الآن جزءًا من مدرسة أوكهام. قسمت المناطق الريفية على طول حدود المقاطعات بموجب قانون الحكم المحلي لعام 1894 لتشكيل ثلاث مناطق ريفية. أُنشئت مقاطعة أوكهام الحضرية من مقاطعة أوكهام الريفية في عام 1911، ولكنها ألغيت في وقت لاحق في عام 1974.

### مقاطعة ليسترشير (1974 – 1997)
أصبحت روتلاند مقاطعة من ليستر بموجب قانون الحكم المحلي لعام 1972، الذي دخل حيز التنفيذ في 1 أبريل 1974. تمثَّل الاقتراح الأصلي بدمج روتلاند مع ما يعرف الآن بمنطقة ميلتون، ولكن عدد سكان روتلاند كان يزيد عن 40 ألف نسمة، ما أدى إلى لتنقيح القانون وتعديله.

### مقاطعة منفصلة (1997 – حتى الآن)
أوصت لجنة الحكم المحلي في إنجلترا في عام 1994 عندما كانت تُجري مراجعة هيكلية للحكومة المحلية الإنجليزية بأن تصبح روتلاند مقاطعة مستقلة، ودخل القانون حيز التنفيذ في 1 أبريل 1997، فأصبح مجلس مقاطعة روتلاند مسؤولًا عن جميع الخدمات المحلية تقريباً في روتلاند، باستثناء دائرة ليستر للإطفاء وشرطة ليستر، التي تديرها مجالس مشتركة مع مجلس مقاطعة ليستر ومجلس مدينة ليستر، وأعيد وضع شريف شرطة وحاكم مستقل لروتلاند.
كانت روتلاند أيضًا مقاطعة بريدية مستقلة حتى دمجها البريد الملكي في مقاطعة ليستر البريدية في عام 1974. وافق البريد الملكي على إعادة إنشاء مقاطعة بريدية خاصة في روتلاند في عام 2007، ونفذ ذلك في يناير 2008.

## السياسة والتقسيمات الفرعية

### الدوائر الانتخابية
شمل مجلس مقاطعة روتلاند -اعتباراً من انتخابات مايو 2019- 27 مستشاراً يمثلون 15 جناحاً في مجلس المقاطعة.

### الدوائر البرلمانية
شكلت دائرة روتلاند الانتخابية البرلمانية دائرة مستقلة حتى عام 1918، عندما أدمجت في دائرة روتلاند وستامفورد الانتخابية، إلى جانب مقاطعة ستامفورد في لينكولن، وأُدمجت منذ عام 1983 في دائرة روتلاند وميلتون إلى جانب مقاطعة ميلتون، ومثَّل آلان دنكان مقاطعة روتلاند وميلتون منذ عام 1992 في البرلمان الإنجليزي.

### الأبرشيات المدنية
تتألف مقاطعة روتلاند من 57 أبرشية مدنية، تتراوح في الحجم وعدد السكان إلى حد كبير، من مارتينشورب التي لا يوجد فيها سكان إلى أوكهام التي يزيد عدد سكانها عن 10 آلاف نسمة في عام 2011.

## التركيبة السكانية
بلغ عدد سكان مقاطعة روتلاند عام 2011 نحو 37369، بزيادة قدرها 8% عن إجمالي عدد السكان في عام 2001 الذي بلغ 34563، وبلغت الكثافة السكانية 98 شخص في الكيلومتر مربع، وبينت الإحصائيات في عام 2006 أن روتلاند لديها أعلى معدل خصوبة من بين جميع المقاطعات الإنجليزية، إذ إن معدل خصوبة المرأة فيها 2.81 طفل، وفي ديسمبر 2006 نشرت مجلة إنجلترا الرياضية دراسة استقصائية كشفت عن أن سكان روتلاند احتلوا المرتبة السادسة في الأنشطة الرياضية وأنشطة اللياقة البدنية الأخرى، إذ يشارك 27.4% من السكان 3 مرات في الأسبوع على الأقل لمدة 30 دقيقة، وفي عام 2012 وجد تقرير الرفاهية الصادر عن مكتب الإحصاءات الوطنية أن روتلاند هي أسعد مقاطعة في المملكة المتحدة.
| السنة | عدد السكان  |
| ----- | ----------- |
| 1831  | 19,380 نسمة |
| 1861  | 21,861 نسمة |
| 1871  | 22,073 نسمة |
| 1881  | 21,434 نسمة |
| 1891  | 20,659 نسمة |
| 1901  | 19,709 نسمة |
| 1991  | 33,228 نسمة |
| 2001  | 34,560 نسمة |
| 2011  | 37,400 نسمة |

## جغرافية المقاطعة
تشكلت جيولوجيا روتلاند الخاصة من الطين والرمال المنقولة عن طريق الأنهار، مع وجود الحجر الجيري كما يظهر بوضوح في مقلع كيتون للإسمنت خارج كيتون مباشرة. توجد في وسط مقاطعة روتلاند بحيرة اصطناعية كبيرة تشبه شبه جزيرة هامبلتون تقريباً، بدأت أعمال البناء فيها عام 1971 لتكون أكبر بحيرة من صنع الإنسان في أوروبا، وانتهت أعمال البناء في عام 1975، واستغرق ملء البحيرة أربع سنوات أخرى، وأصبحت أهم معلم سياحي في روتلاند.
تقع أعلى نقطة في المقاطعة في كولد أوفرتون بارك في متنزه فليتريس مع ارتفاع يبلغ 197 متراً فوق مستوى سطح البحر، وتقع أدنى نقطة بالقرب من الحدود الشرقية في الأراضي الزراعية في نورث لودج، وأعلى ارتفاع 17 متراً فقط فوق مستوى سطح البحر.

## الاقتصاد
يوجد 17 ألف شخص في سن العمل في روتلاند، يعمل 30.8% منهم في الخدمات العامة والتعليم والصحة، و29.7% في الفنادق والمطاعم، و16.7% في الصناعة. توجد أيضًا قاعدتان تابعتان لوزارة الدفاع البريطانية في المقاطعة ومدرستان حكوميتان في أوكهام وأوبينغهام وسجن واحد في ستوكين. أُغلق سجن آشويل السابق في نهاية مارس 2011 بعد أعمال شغب، واشتراه مجلس مقاطعة روتلاند لتحويله إلى حديقة أوكهام بارك. تحتل مقاطعة روتلاند المرتبة 348 من أصل 354 على مؤشر الحرمان في إنجلترا، ما يدل على أنها واحدة من أقل المناطق حرماناً اقتصادياً في البلاد وأكثرها رفاهية.